# Lipogramma anabantoides
Lipogramma anabantoides is een straalvinnige vissensoort uit de familie van feeënbaarzen (Grammatidae). De wetenschappelijke naam van de soort is voor het eerst geldig gepubliceerd in 1960 door Böhlke.